# Гудамакарі

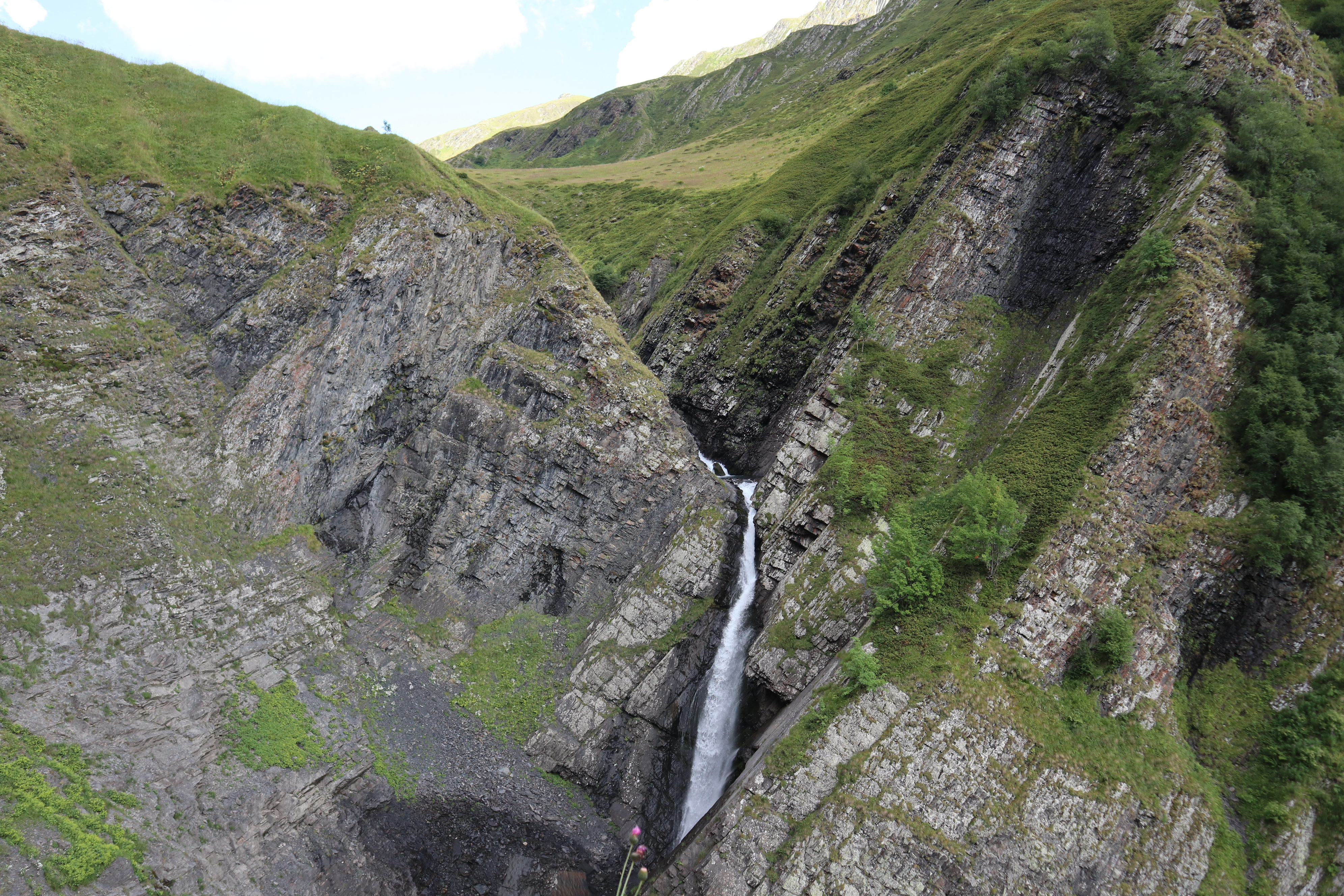
Водоспад Бурсачірі в каньйоні Гудамакарі, що досягає висоти 2200 метрів.

Гудамакарі (груз. გუდამაყარი) — невелика історична географічна область на північному сході Грузії на південних схилах Великого Кавказького хребта. Розташована уздовж долини річки Арагві, вона межує з Мтіулеті на заході, Хеві на півночі, Хевсуреті та Пшаві на сході та громадами Хандо і Чарталі на півдні. Гудамакарі іноді розглядається як частина Мтіулеті. Сучасний адміністративний поділ Грузії відносить цю територію до Мцхетсько-Мтіанетського мхаре (регіону).

## Історія
Мешканці Гудамакарі — Гудамак'релебі (გუდამაყრელები) — вперше згадуються у хроніці грузинського історика 11 століття Леонті Мровелі у зв'язку зі служінням в Іберії/Картлії Ніни Грузинської у 330-х роках. Стратегічна дорога, що проходила через цю територію, відігравала важливу роль у середньовічній Грузії і була набагато пізніше, під час правління Російської імперії, з'єднана з Військово-Грузинською дорогою.